# Khúc Khâm Nhạc
Khúc Khâm Nhạc (giản thể: 曲钦岳; phồn thể: 曲欽岳; bính âm: Qū Qīnyuè; Wade–Giles: Ch'ü Ch'in-yüeh; sinh ngày 21 tháng 5 năm 1935) là một nhà vật lý thiên văn học và nhà giáo người Trung Quốc. Ông là một giáo sư và cựu chủ tịch của Đại học Nam Kinh. Ông là người tiên phong về vật lý thiên văn học năng lượng cao ở Trung Quốc, và nghiên cứu của ông chủ yếu tập trung vào các pulsar, sao neutron, thiên văn tia X, thiên văn tia gamma và quasar. Năm 1980, ông được bầu làm thành viên của Viện Hàn lâm Khoa học Trung Quốc.

## Cuộc đời và sự nghiệp
Khúc Khâm Nhạc được sinh ra ở Mưu Bình, Sơn Đông, Trung Quốc. Cha ông là một thương gia và mẹ ông là một nội trợ. Ông đã học tại trường tiểu học Yên Đài Kinh Luân. Sau đó, ông theo học trường trung học Yên Đài số 1, trường trung học Nghệ Phù và trường trung học Thanh Đảo. Sau đó, ông học xong trung học phổ thông tại trường Trung học Thanh Đảo số 1.:301
Năm 1953, ông vào Đại học Nam Kinh, nơi ông nghiên cứu thiên văn học, toán học và vật lý. Giáo viên của ông là nhà thiên văn Đới Văn Trại. Trong năm thứ hai của mình, ông đề xuất một tờ báo tường mang tên Academic Garden, nơi ông và các bạn cùng lớp của ông đã đăng ý tưởng của mình cho việc học. Ông cũng là một vận động viên tốt, năm 1956 đội của ông đã phá vỡ kỷ lục trường học trong tiếp sức 4 × 100 m.
Sau khi tốt nghiệp năm 1957, ông trở thành trợ lý giảng dạy của Đại học Nam Kinh. Năm 1958, ông tham gia vào việc phát triển tháp năng lượng mặt trời đầu tiên của Trung Quốc, và sửa chữa một lỗi trong thiết kế gương xoay hình ảnh của một học giả Xô viết. Trong cuộc cách mạng văn hóa, ông được gửi đến làm việc tại một mỏ than, và sau đó tại trang trại Lạc Dương. Ông đã không thể trở lại trường đại học cho đến năm 1971. Sau năm 1973, nghiên cứu vật lý thiên văn tại Đại học Nam Kinh đã được hồi sinh. Một số công việc quan trọng nhất của ông được thực hiện vào cuối những năm 1970.
Ông trở thành giáo sư năm 1978, và là thành viên của Viện Khoa học Trung Quốc năm 1980. Năm 1982, ông trở thành thành viên của Ủy ban biên soạn sách giáo khoa khoa học giáo dục và giám đốc Sở Thiên văn học.:302 Từ năm 1984 đến năm 1997, ông làm Chủ tịch Đại học Nam Kinh, vào tháng 8 năm 1990, ông và 5 chủ tịch khác của trường đại học (kể cả Lạc Dũng Tường) đã gửi thư cho thủ tướng Lý Bằng, yêu cầu hỗ trợ thêm về các chủ đề trong kế hoạch 5 năm lần thứ 8. Xếp hạng của Đại học Nam Kinh tăng nhanh dưới sự lãnh đạo của ông. Năm 1992 ông được bầu làm Chủ tịch Hiệp hội Thiên văn học Trung Quốc, và năm 1993 là thành viên của TWAS.

## Nghiên cứu
Năm 1976, ông và các cộng sự đã phát triển các đường cong thống kê về tỷ lệ mất năng lượng xung, và cho rằng JP 1953 là một sao xung. Vào ngày 5 tháng 3 năm 1979, một vụ nổ mạnh mẽ của tia X và tia gamma đã được ghi lại, và nhóm của ông đã phân tích đường cong ánh sáng và phổ năng lượng của nó. Họ đã tạo ra một mô hình cho hệ đôi sao neutron, và cung cấp giải thích chi tiết về dữ liệu quan sát bằng cách sử dụng cơ chế của sự bất ổn định của Bremsstrahlung và Kruskal-Schwarzschild. Nghiên cứu của họ được báo cáo tại Hội nghị Vũ trụ Quốc tế lần thứ 17 được tổ chức vào năm 1981.
Cùng lúc đó, Bàng Lệ Chi, Khúc Khâm Nhạc, Uông Trân Như và những người khác đã đề xuất một giả thuyết rằng các sao neutron bất thường, trong đó các neutron ở trạng thái khối lượng hiệu dụng của chúng trở thành 0 hoặc gần bằng không, là một dạng sao trong giai đoạn cuối cùng của chúng. Họ nghiên cứu sự ổn định của các ngôi sao này, và đề xuất khối lượng tối đa của chúng là khoảng 4 khối lượng mặt trời, gấp đôi giới hạn Tolman-Oppenheimer-Volkoff. Kết quả của họ đã chứng minh rằng các sao nhỏ gọn siêu ổn định có thể tồn tại.
Trong những năm 1990, nhóm của ông đã tạo ra các mô hình mới để giải thích mối quan hệ giữa độ sáng tia X của tàn dư siêu tân tinh plerion và tỷ lệ mất năng lượng quay của siêu tân tinh trung tâm của chúng. Họ giải thích các hình dạng đặc biệt của một số tàn tích siêu tân tinh, chẳng hạn như CTB109. SS 433 là một chủ đề khác mà họ nghiên cứu, tính toán các đặc điểm vật lý và các thông số của các nút hồng ngoại của nó. Nhóm của ông cũng thảo luận mối quan hệ của siêu tân tinh thế kỷ XIV với nguồn tia γ 2CG353 + 16. Năm 1993, ông đồng tác giả một cuốn sách giáo khoa có tên là Stellar Atmosphere Physics với Uông Trân Như.